# Florens Volley Castellana Grotte 2010-2011
Questa voce raccoglie le informazioni riguardanti la Florens Volley Castellana Grotte nelle competizioni ufficiali della stagione 2010-2011.

## Organigramma societario
Area direttiva
- Presidente: Giannantonio Netti

Area tecnica
- Allenatore: Donato Radogna
- Allenatore in seconda: Piero Acquaviva
- Addetto statistiche: Nicola Moliterni

Area sanitaria
- Medico: Vincenzo Argese

## Rosa
| N° | Nome                | Ruolo | Data di nascita   | Nazionalità sportiva |
| -- | ------------------- | ----- | ----------------- | -------------------- |
| 2  | Anicia Wood         | C     | 25 luglio 1985    | Barbados             |
| 3  | Marta Galeotti      | P     | 27 settembre 1984 | Italia               |
| 4  | Milagros Moy        | S     | 17 ottobre 1975   | Perù                 |
| 5  | Valeria Caracuta    | P     | 14 dicembre 1987  | Italia               |
| 7  | Stefania Okaka      | S     | 9 agosto 1989     | Italia               |
| 8  | Monica Ravetta      | O     | 29 agosto 1985    | Italia               |
| 9  | Francesca Moretti   | S     | 5 febbraio 1985   | Italia               |
| 11 | Sara Menghi         | C     | 18 maggio 1983    | Italia               |
| 13 | Immacolata Sirressi | L     | 19 maggio 1990    | Italia               |
| 15 | Katja Jontes        | C     | 11 febbraio 1986  | Slovacchia           |
| 16 | Simona Minervini    | L     | 27 agosto 1994    | Italia               |
| 17 | Marcela Ritschelová | C     | 9 ottobre 1972    | Rep. Ceca            |